# Burning Chrome
„Burning Chrome” este o povestire științifico-fantastică scrisă de William Gibson și prima oară publicată în revista Omni în iulie 1982. Gibson a citit pentru prima oară povestirea la o convenție de science fiction din Denver, Colorado în toamna anului 1981, unei audiențe formată din patru persoane, printre care și Bruce Sterling. Povestirea a fost nominalizată la Premiul Nebula în 1983 și a fost adunată împreună cu alte prime povestiri ale lui Gibson în colecția de povestiri din 1986 cu același nume.

## Prezente
Doi hackeri atacă sistemele pentru câștigul personal. Unul dintre ei se îndrăgostește de o fată, Rikki, pentru care vrea să dea lovitura cea mare, intrând în sistemul unui criminal notoriu și vicios, Chrome, care se ocupă cu transferul de bani pentru crima organizată. Prietenul său îl ajută, dar fata va pleca în cele din urmă la Hollywood
Aceasta este prima povestire a lui Gibson a cărei acțiune se petrece în universul Sprawl, funcționând ca prototip conceptual pentru trilogia cu același nume. Bobby Quine, unul dintre cei doi hackeri, este menționat în Neuromantul ca mentorul protagonistului, iar evenimentele povestirii sunt menționate în Contele Zero.
Cuvântul "cyberspațiu", atribuit lui Gibson, a fost folosit pentru prima dată în această povestire. Gibson a scris un scenariu pentru o ecranizare a povestirii care urma să fie regizată de Kathryn Bigelow, dar proiectul nu a fost finalizat.

## Traduceri
Surse: 
- 1990, „Chrome”, de Mihai-Dan Pavelescu, în Artele marțiale moderne: Molia lunii și alte povestiri, Ed. Celelalte cuvinte
- mai 1994, „Burning Chrome”, de Mihai-Dan Pavelescu, în revista Orion nr. 6, Ed. Orion Craiova
- 1998, „Chrome”, de Mihai-Dan Pavelescu, în Chrome, Editura RAO (Fahrenheit)

## Vezi și
- 1982 în științifico-fantastic